# NGC 6974
NGC 6974 је емисиона маглина у сазвежђу Лабуд која се налази на NGC листи објеката дубоког неба.
Деклинација објекта је + 31° 49' 54" а ректасцензија 20h 51m 4,0s. Привидна величина (магнитуда) објекта NGC 6974 износи 13,2.